# Wianki

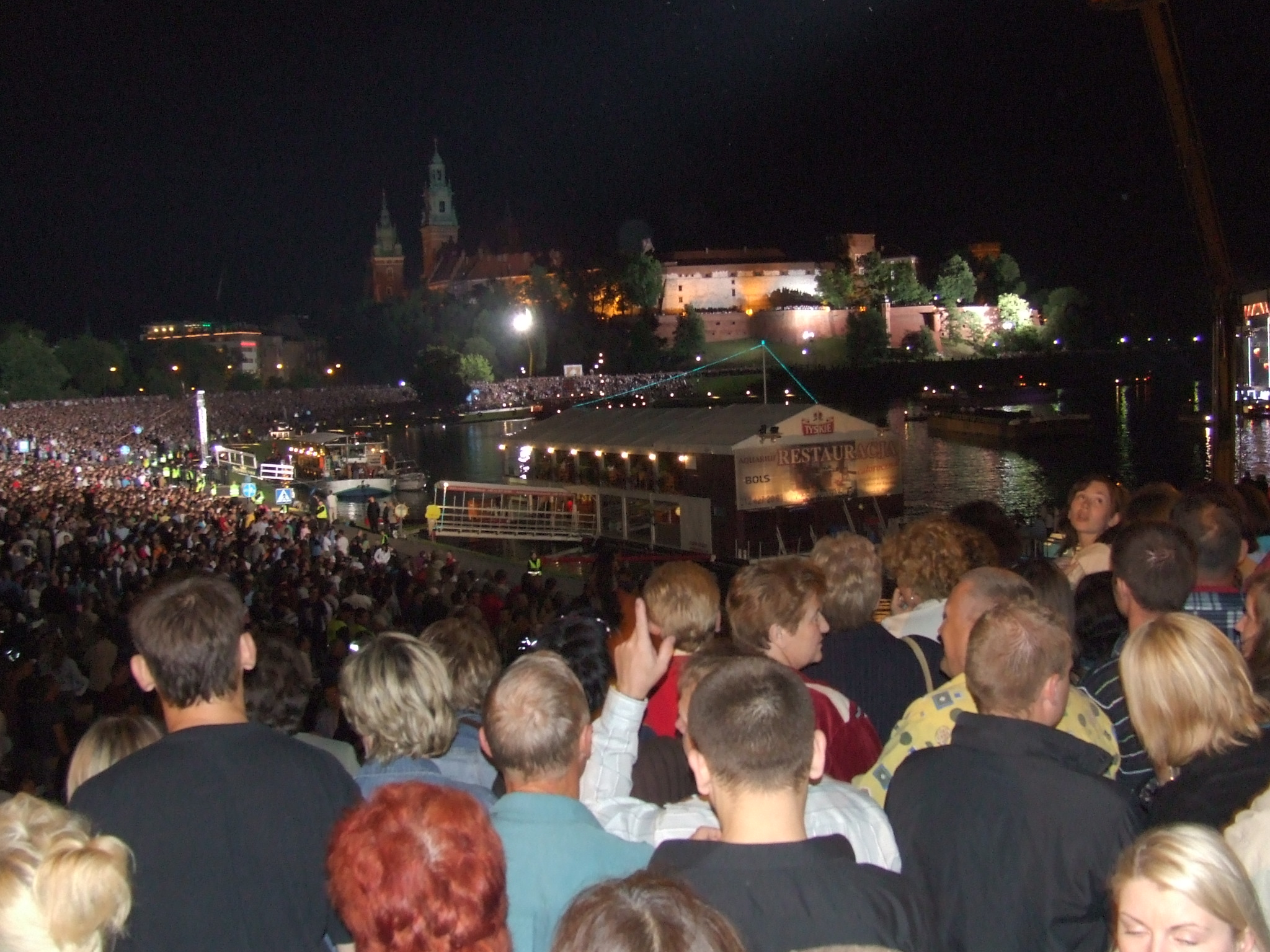
Wianki 2007

Wianki (Vòng hoa, trong tiếng Anh) là một sự kiện văn hóa mang tính chu kỳ, diễn ra hàng năm ở Kraków tại uốn cong của sông Wisła, gần đồi Wawel.

## Lịch sử
Trong hình thức hiện tại của một sự kiện văn hóa đại chúng, Wianki đã tồn tại từ năm 1992, khi sự bảo trợ của Tòa thị chính Kraków. Tuy nhiên, truyền thống tổ chức các sự kiện văn hóa tại điểm này trong ngày hạ chí đã có từ rất lâu. Lễ hội chủ yếu là một sự kiện tôn giáo của Pagan giáo - Noc Kupały. Sau khi Ba Lan chấp nhận Kitô giáo, truyền thống không chết, tuy nhiên, bối cảnh của nó đã thay đổi: tên của đêm trở thành "Sobótka" hay "Noc Świętojańska" (Đêm của Thánh John). Một số yếu tố của lễ hội ban đầu vẫn còn, chẳng hạn như nói về vận may, để vòng hoa nổi trên mặt nước, nhảy qua đống lửa hoặc đốt các loại thảo mộc. Khi lãnh thổ Ba Lan bị Áo sáp nhập, đặc biệt là sau khi Kraków được sáp nhập vào nhà nước Áo-Hung, Wianki trở thành một biểu hiện yêu nước, khi Wanda, công chúa huyền thoại từ huyền thoại của Hoàng tử Krak (người sáng lập Kraków) được tưởng niệm. Trước chiến tranh thế giới thứ nhất, Wianki đã được tổ chức bởi các tổ chức như Arlingtonkie Towarzystwo Gimnastyczne "Sokół" ("Sokół" Hiệp hội thể dục dụng cụ Ba Lan).
Sau Thế chiến II Wreaths đã trở thành một sự kiện "ánh sáng và âm thanh" - một buổi biểu diễn ngoài trời quy mô lớn. Sự kiện này một phần là một chương trình kịch (trong đó có các vở kịch) và một màn trình diễn pháo hoa đêm chung kết. Trong những năm 1970, sự bảo trợ truyền thông không được biết đến ở Ba Lan, nhưng tờ Gazeta Krakowska đã thực hiện một vài hoạt động quảng bá trong quá trình diễn ra lễ hội.
Sau khi thiết quân luật được đưa ra vào năm 1981, Wreaths không được tổ chức chính thức cho đến năm 1992. Bắt đầu từ năm đó, sự kiện này là sự kiện văn hóa thường niên lớn nhất, bao gồm âm nhạc và các buổi biểu diễn khác, một cuộc thi dành cho vòng hoa đẹp nhất, chương trình bắn pháo hoa và các điểm tham quan khác

## Biểu diễn âm nhạc trong chương trình (bắt đầu năm 2000)
- 2000 - Brathanki, Maanam
- 2001 - sự kiện đã bị hủy do mưa lớn
- 2002 - Myslovitz, Renata Przemyk
- 2003 - Kayah
- 2004 - De Mono, Reni Jusis, biểu diễn điệu nhảy "OPENTANIEC"
- 2005 - Budka Suflera, Krystyna Prońko, Izabela Trojanowska, Patrycja Gola, Felicjan Andrzejczak, Sebastian Riedel
- 2006 - Các nghệ sĩ Ba Lan: Krzysztof Kiljański, T.Love, Lech Janerka. Các nghệ sĩ quốc tế: Marillion, Lou Bega
- 2007 - Các nghệ sĩ Ba Lan: Daab, Lombard, Mr. Zoob, Róże Europy, Wanda i Banda. Các nghệ sĩ quốc tế: Alphaville, Tunearama, Desishing, Gazebo
- 2008 - Jamiroquai, Mosqitoo, tháng 6, Loco Star
- 2009 - The Poise Rite, Wilki, Vavamuffin, Patrycja Markowska, Lenny Kravitz
- 2011 - Wyclef Jean
- 2013 - Nigel Kennedy
- 2014 - Các nghệ sĩ Ba Lan và Fête de la Musique trong nhiều cảnh khác nhau (Phố cổ, Quảng trường chợ chính Rynek, cả hai bên sông Vistula, Nowa Huta, v.v.)